# 军工路隧道

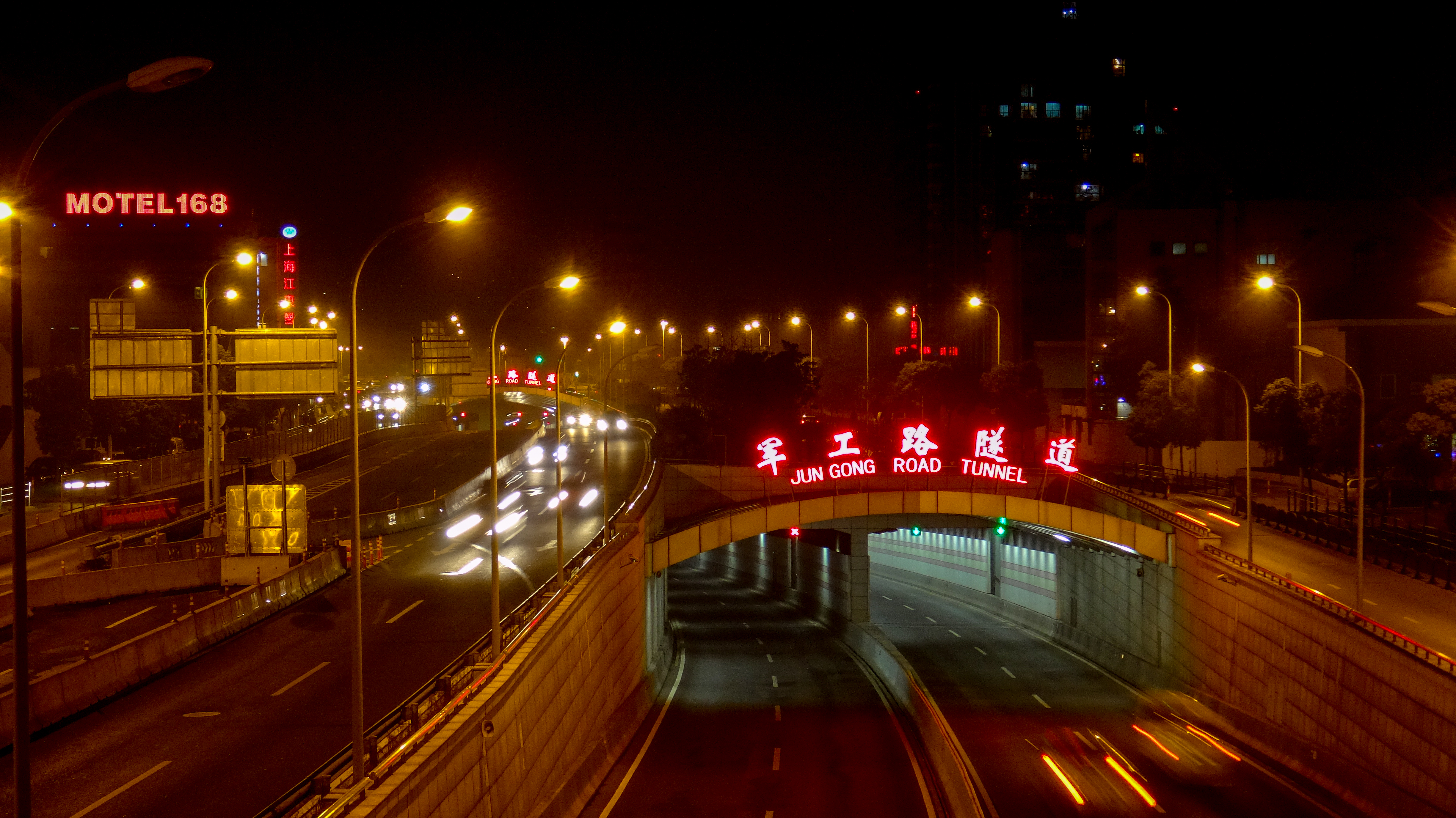
军工路隧道浦东入口

军工路隧道，是黄浦江上的一座双层公路隧道，隧道东线于2011年1月28日通车。
军工路隧道是上海中环线的组成部分，为南北走向，北起杨浦区军工路周家嘴路路口南，向南穿越黄浦江后止于浦东新区金桥路栖山路路口北，全长3,050米，双向八车道，设计时速80公里。
2009年8月26日，军工路隧道东线贯通。
2010年1月28日，隧道东线通车。通车初期，由于仅隧道东线竣工，双向各只有两车道维持通行。在隧道西线竣工通车后，隧道目前通行模式为双向八车道。

## 过隧道公交
874、59